# Route nationale 529
Die N529 war von 1933 bis 1973 eine französische Nationalstraße, die zwischen der N85 südlich von Grenoble und La Mure verlief. Ihre Länge betrug 29 Kilometer.